# Weird fiction
La weird fiction (en català, ficció estranya o inquietant) és un subgènere de la ficció especulativa originat a finals del segle XIX i principis del XX. La weird fiction defuig o reinterpreta radicalment els antagonistes tradicionals de la ficció de terror sobrenatural , com ara fantasmes, vampirs i homes llop . Els escriptors del gènere, com China Miéville, de vegades utilitzen "el tentacle " per representar aquest tipus d'escriptura. El tentacle és un tipus d'extremitat absent de la majoria dels monstres de la ficció gòtica europea, però sovint unit a les criatures monstruoses creades per escriptors de weird fiction, com William Hope Hodgson, M. R. James, Clark Ashton Smith i H. P. Lovecraft.
La weird fiction sovint intenta inspirar atoniment i por com resposta a les seves creacions de ficció. Tot i que l'etiqueta s'ha fet servir principalment com a descripció històrica d'obres durant la dècada de 1930, ha experimentat un ressorgiment als anys vuitanta i noranta, sota l'etiqueta de New Weird, que continua fins al segle XXI.

## Definicions
John Clute defineix la weird fiction com un terme "utilitzat de manera lliure per descriure la fantasia, la ficció sobrenatural i els contes de terror que encarnen material transgressor". China Miéville la defineix com "en general, i de forma aproximada, concebuda com una ficció macabra bastant angoixant i genèricament relliscosa, una fantasia fosca (però amb més "horror" que "fantasia") que sovint inclou monstres alienígenes no tradicionals (per tant, més "ciència-ficció")". Si parlem de la weird fiction clàssica publicada a finals del segle XIX i principis del XX, Jeffrey Andrew Weinstock diu: "La weird fiction clàssica utilitza elements de terror, ciència-ficció i fantasia per mostrar la impotència i la insignificança dels éssers humans dins d'un univers molt més gran poblat per poders i forces sovint malignes que superen enormement les capacitats humanes per comprendre-les o controlar-les".

## Història

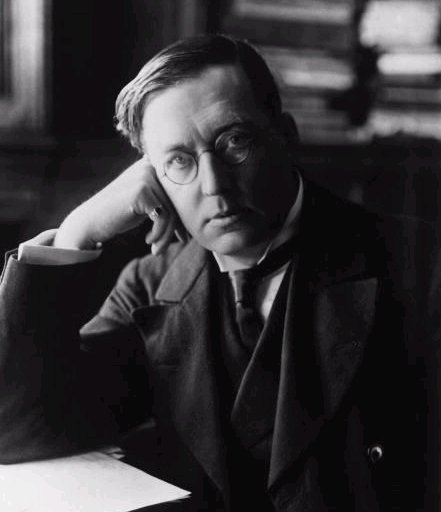
M. R. James, c 1900

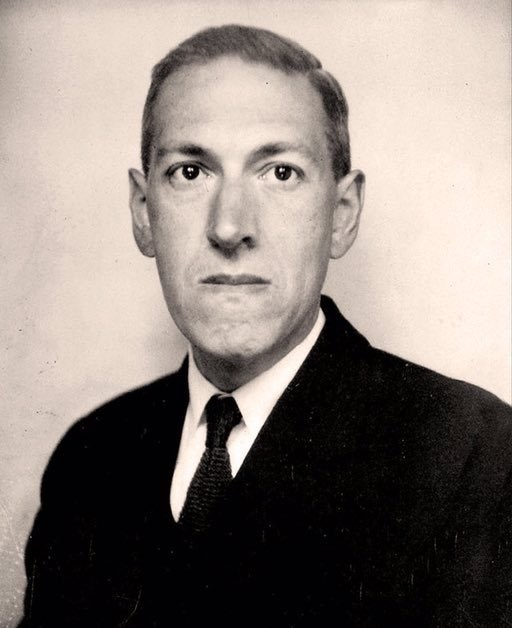
HP Lovecraft, fotografiat el 1934

Tot i que el terme weird fiction no va aparèixer fins al segle xx, Edgar Allan Poe és sovint considerat com l'autor pioner del gènere. Poe va ser identificat per Lovecraft com el primer autor d'un tipus diferent de ficció sobrenatural diferent de la literatura gòtica tradicional i els comentaristes posteriors del terme també han suggerit que Poe va ser el primer escriptor de weird fiction. Sheridan Le Fanu també es veu com un dels primers escriptors que treballa en el subgènere.
Els crítics literaris del segle XIX utilitzaven de vegades el terme "weird" (estrany) per descriure la ficció sobrenatural. Per exemple, la Scottish Review en un article de 1859 va elogiar Poe, ETA Hoffmann i Walter Scott dient que els tres escriptors tenien el "poder d'una imaginació estranya". La revista irlandesa The Freeman's Journal, en una revisió de Dràcula de Bram Stoker de 1898, va descriure la novel·la com a "salvatge i estranya" i no pas gòtica. Weinstock ha suggerit que hi va haver un període de weird fiction clàssica que va durar des de finals del segle XIX fins a principis del XX. ST Joshi i Miéville han argumentat que hi va haver un període de "Haute Weird" entre 1880 i 1940, quan els autors més significatius del gènere, com Arthur Machen i Clark Ashton Smith publicaven la seva obra.
A finals del segle XIX, diversos escriptors britànics associats al moviment Decadent van escriure el que més tard es va descriure com a ficció estranya. Entre aquests escriptors hi havia Machen, MP Shiel, el comte Eric Stenbock i R. Murray Gilchrist . Altres escriptors de ficció estranys britànics pioners van ser Algernon Blackwood, William Hope Hodgson, Lord Dunsany,  Arthur Machen,  i MR James .
La revista pulp nord-americana Weird Tales va publicar moltes d'aquestes històries als Estats Units des del març de 1923 fins al setembre de 1954. L'editor de la revista, Farnsworth Wright, utilitzava sovint el terme "weird fiction" per descriure el tipus de material que publicava la revista. Els escriptors que van escriure per a la revista Weird Tales s'identifiquen així estretament amb el subgènere de ficció estranya, especialment H. P. Lovecraft, Clark Ashton Smith, Fritz Leiber i Robert Bloch. Altres revistes pulp que van publicar weird fiction eren Strange Tales (editat per Harry Bates ) i Unknown Worlds (editat per John W. Campbell ).
H. P. Lovecraft va popularitzar el terme "weird fiction" als seus assaigs. A "Supernatural Horror in Literature", Lovecraft dóna la seva definició de ficció estranya:
L'autèntica història estranya (weird tale) té alguna cosa més que un assassinat secret, ossos sagnants o una forma feta de llençols que fa sonar les cadenes segons les convencions. Una certa atmosfera de por angoixant i inexplicable a les forces exteriors, desconegudes, ha d'estar present i hi ha d'haver una insinuació, expressada amb una serietat i ominosa que esdevé el seu tema, d'aquella concepció més terrible del cervell humà: una suspensió o derrota maligna i particular d'aquelles lleis fixes de la Natura que són la nostra única salvaguarda contra els assalts del caos i els dimonis de l'espai desconegut.
S. T. Joshi descriu diverses subdivisions del conte estrany: horror sobrenatural (o el  fantastique francès ), la història de fantasmes, quasi ciència-ficció, fantasia i ficció de terror ambigua i argumenta que el "weird tale" és principalment el resultat de les predisposicions filosòfiques i estètiques dels autors associats a aquest tipus de ficció.
Encara que Lovecraft va ser un dels pocs escriptors de principis del segle XX que va descriure la seva obra com a "weird fiction", el terme ha gaudit d'un renaixement contemporani a la ficció New Weird . Molts escriptors de terror també s'han situat dins del gènere, com Clive Barker, que descriu la seva ficció com a fantastique i Ramsey Campbell,  els primers treballs del qual van ser influenciats per Lovecraft.

## Autors destacats
Els següents autors destacats han estat descrits com a escriptors de weird fiction. S'enumeren alfabèticament pel cognom i s'organitzen segons el període en què van començar a publicar aquest tipus de gènere.

### Abans de 1940
- Ambrose Bierce
- Algernon Blackwood
- Robert Bloch
- Mary Elizabeth Counselman
- August Derleth
- Lord Dunsany
- Nikolai Gogol
- Nathaniel Hawthorne
- William Hope Hodgson
- M.R. James
- Vernon Lee
- Sheridan Le Fanu
- Frank Belknap Long
- H. P. Lovecraft
- Arthur Machen
- Daphne du Maurier
- Edgar Allan Poe
- Mary Shelley
- Clark Ashton Smith
- Robert Louis Stevenson
- Bram Stoker
- H. G. Wells

### 1940–1980
- Jorge Luis Borges
- Ray Bradbury
- William S. Burroughs
- Octavia E. Butler
- Ramsey Campbell
- Angela Carter
- Julio Cortázar
- Philip K. Dick
- Harlan Ellison
- Shirley Jackson
- Stephen King
- George R. R. Martin
- Richard Matheson
- Michael Moorcock
- Joyce Carol Oates
- Peter Straub

### 1980-present
- Clive Barker[3][12]
- K. J. Bishop[3]
- Jonathan Carroll[5]
- Michael Cisco[3]
- Hal Duncan[1]
- Katherine Dunn[1]
- Neil Gaiman
- Jean Giraud
- Elizabeth Hand[3]
- M. John Harrison[3]
- Simon Ings[12]
- Junji Ito
- Alejandro Jodorowsky
- Caitlín R. Kiernan[1]
- Kathe Koja[3]
- Thomas Ligotti[1]
- China Miéville
- Grant Morrison[1]
- R. L. Stine
- Steph Swainston[3]
- Lisa Tuttle
- Chet Williamson[5]
- F. Paul Wilson[5]